# Michel Carlini
Michel Charles Carlini (* 31. Juli 1889 in Marseille; † 25. November 1967 ebenda) war ein französischer gaullistischer Politiker und Anwalt. Von 1947 bis 1953 war er Bürgermeister von Marseille und von 1951 bis 1955 Mitglied der Nationalversammlung.

## Leben
Michel Carlini, der Sohn einer Seefahrerfamilie, erwarb einen Doktortitel für Rechtswissenschaften. Nach Abschluss seines Studiums arbeitete er als Anwalt in Marseille. Er kämpfte von 1914 bis 1918 im Ersten Weltkrieg und wurde dafür mit dem Croix de guerre ausgezeichnet. In den 1930er-Jahren stieg er zum Dekan der Fakultät für Rechtswissenschaften auf. Bei den Kommunalwahlen im Oktober 1947 trat Carlini für die Partei Rassemblement du peuple français, die kurz zuvor von de Gaulle gegründet wurde, an. In einer politischen Pattsituation mit Kommunisten und Sozialisten wurde er zum Bürgermeister gewählt. Allerdings war seine Amtszeit vom politischen Konflikt geprägt. Bei Ausschreitungen wurde er geschlagen, einer Defenestration entkam er dabei nur knapp.
Bei den Wahlen zur Nationalversammlung im Jahr 1951 war Carlini auf der Liste der Konservativen als Zweiter hinter Henry Bergasse gesetzt. Er ging zunehmend auf Distanz zu seiner gaullistischen Partei und bei den Kommunalwahlen im Jahr 1953, bei denen Gaston Defferre zum Bürgermeister Marseilles wurde, trat er nicht erneut an. 1956 trat er zwar zur Wiederwahl für die Nationalversammlung an, scheiterte jedoch. Daraufhin zog er sich aus der Politik zurück. Michel Carlini starb am 25. November 1967 in seiner Heimatstadt Marseille.